# Sheykh Sar Mast
Sheykh Sar Mast (persiska: شیخ سر مست) är en ort i Iran.   Den ligger i provinsen Västazarbaijan, i den nordvästra delen av landet, 600 km väster om huvudstaden Teheran. Sheykh Sar Mast ligger 1 323 meter över havet och antalet invånare är 524.
Terrängen runt Sheykh Sar Mast är platt, och sluttar österut.Runt Sheykh Sar Mast är det ganska tätbefolkat, med 185 invånare per kvadratkilometer. Närmaste större samhälle är Urmia, 13,2 km söder om Sheykh Sar Mast. Trakten runt Sheykh Sar Mast består till största delen av jordbruksmark.